# Feta Fetai
Feta Fetai (Skopje, 11 maggio 2005) è un calciatore macedone naturalizzato albanese, centrocampista dello Sharjah, in prestito dal Lokomotiva Zagabria e della nazionale albanese.

## Carriera

### Club
Dopo avere militato nelle giovanili dello Shkupi e del Rabotnički, ha esordito tra i professionisti con quest'ultimo club, con cui successivamente ha firmato il suo primo contratto da professionista in data 11 febbraio 2023.
Il 1º luglio 2023 viene acquistato a titolo definitivo per 150.000 euro dalla squadra croata del Lokomotiva Zagabria.

### Nazionale
Dopo avere rappresentato le selezioni under-18 e 19 della Macedonia del Nord nel 2024 opta per rappresentare l'Albania; dopo avere militato nell'under-21 albanese l'8 ottobre 2024 viene convocato per la prima volta in nazionale maggiore.

## Statistiche

### Presenze e reti nei club
Statistiche aggiornate al 21 febbraio 2025.
| Stagione                   | Squadra                    | Campionato                 | Campionato | Campionato | Coppe nazionali | Coppe nazionali | Coppe nazionali | Coppe continentali | Coppe continentali | Coppe continentali | Altre coppe | Altre coppe | Altre coppe | Totale | Totale |
| Stagione                   | Squadra                    | Comp                       | Pres       | Reti       | Comp            | Pres            | Reti            | Comp               | Pres               | Reti               | Comp        | Pres        | Reti        | Pres   | Reti   |
| -------------------------- | -------------------------- | -------------------------- | ---------- | ---------- | --------------- | --------------- | --------------- | ------------------ | ------------------ | ------------------ | ----------- | ----------- | ----------- | ------ | ------ |
| 2022-2023                  | Rabotnički                 | PL                         | 13         | 0          | CM              | 0               | 0               | -                  | -                  | -                  | -           | -           | -           | 13     | 0      |
| 2023-2024                  | Lokomotiva Zagabria        | 1. HNL                     | 20         | 0          | CC              | 3               | 0               | -                  | -                  | -                  | -           | -           | -           | 23     | 0      |
| 2024-2025                  | Lokomotiva Zagabria        | 1. HNL                     | 30         | 0          | CC              | 2               | 0               | -                  | -                  | -                  | -           | -           | -           | 32     | 0      |
| Totale Lokomotiva Zagabria | Totale Lokomotiva Zagabria | Totale Lokomotiva Zagabria | 50         | 0          |                 | 5               | 0               |                    | -                  | -                  |             | -           | -           | 55     | 0      |
| 2025-2026                  | Sharjah                    | PL                         | 0          | 0          | CP+CdL          | 0+0             | 0               | -                  | -                  | -                  | -           | -           | -           | 0      | 0      |
| Totale carriera            | Totale carriera            | Totale carriera            | 63         | 0          |                 | 5               | 0               |                    | -                  | -                  |             | -           | -           | 68     | 0      |